# Inge Fischer Møller
Inge Fischer Møller (født Fischer Jespersen, 29. december 1939 i København, død 6. juni 1984 i Aalborg) var en dansk socialrådgiver og politiker, der repræsenterede Socialdemokratiet i Folketinget fra 1971 til sin død i 1984.
Fischer Møller blev uddannet socialrådgiver fra Danmarks Sociale Højskole i 1968 og var ansat i fagforbundet SiD frem til 1981. Hun var desuden medlem af Dansk Socialrådgiverforenings repræsentatskab. Ved siden af sit professionelle og senere politiske virke udgav hun flere debatbøger og artikler om socialpolitiske og arbejdsmarkedspolitiske forhold.
I 1970 blev hun valgt til kommunalbestyrelsen i Karlebo Kommune for Socialdemokratiet, men måtte som følge af partiets love opgive posten allerede året efter, da hun blev valgt til Folketinget. Her fik hun et tæt parløb med Ritt Bjerregaard og Helle Degn, som udgjorde den såkaldte socialdemokratiske kaffeklub. Fischer Møller var bl.a. formand for Folketingets Socialudvalg fra 1979-1982 og fra 1980 til 1983 var hun partiets næstformand. Fra 1980 var hun desuden formand for AOF.
De sidste år af Inge Fischer Møllers liv var præget af sygdom, hvilket betød at hun trak sig fra næstformandsposten. I forbindelse med en socialdemokratisk kongres i juni 1984 begik hun selvmord ved at springe ud fra Hotel Hvide Hus i Aalborg. Hun er begravet på Nivå Kirkegård.
En scene i Hanne Vibeke Holsts Kronprinsessen er inspireret af Inge Fischer Møllers selvmord.